# Ракитниця (Рибниця)
Ракитниця (словен. Rakitnica) — поселення в общині Рибниця, регіон Південно-Східна Словенія, Словенія.